# Kurzlieger

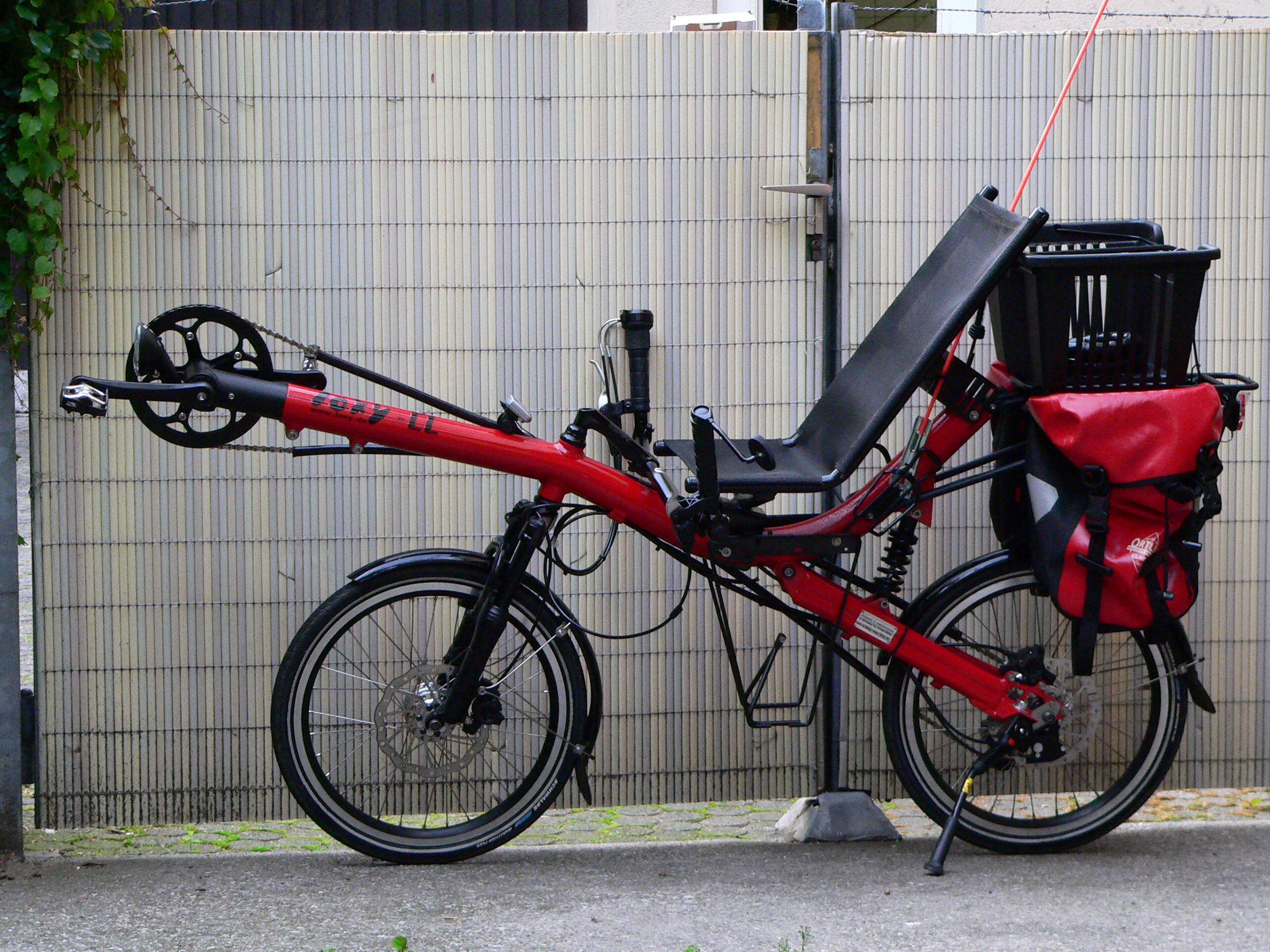
Moderner Reise-Kurzlieger mit Untenlenker. Die Taschenhalterungen unter dem Sitz sind unbelegt.

Ein Kurzlieger oder Kurzliegerad ist ein Liegefahrrad, das etwa so lang wie ein gewöhnliches Fahrrad ist. Das konstruktive Merkmal eines Kurzliegers ist, dass sich das Tretlager vor dem Vorderrad befindet.
Der Begriff wird sowohl als Oberbegriff für alle Liegeräder dieser Bauart verwendet, steht aber auch für einen bestimmten Liegeradtyp.

## Kurzlieger als Oberbegriff
- Kurzlieger für den Renneinsatz oder betont sportliche Fahrweise sind Tieflieger bzw. Semi-Tieflieger und Highracer.
- Knicklenker sind meistens sehr kompakte Liegeräder mit Vorderradantrieb. Ihr Einsatzbereich entspricht demjenigen herkömmlich gelenkter Kurzlieger, siehe nächster Abschnitt.
- Ruderräder sind Liegeräder, bei denen ein dem Rudern ähnlicher Bewegungsablauf Kraft auf das angetriebene Laufrad bringt.

## Kurzlieger als Liegeradtyp

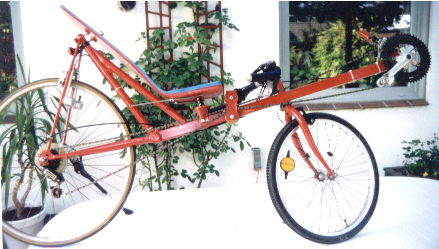
Kurzliegerad älterer Bauart, Modell Odense

Alle Kurzlieger, die nicht zu den oben genannten Sondertypen gehören, haben eine Sitzhöhe von etwa 40 bis 60 cm und mit ca. 45° eine mäßige Rückenlage.
Während bei herkömmlichen Fahrrädern die Anfertigungen hinsichtlich Maßen und Rahmengeometrie für Reiseräder und Alltagsräder unterschiedlich sind, sind Liegeräder für Reise und Alltag sehr ähnlich. Viele Kurzliegeräder lassen sich für beide Zwecke gleichermaßen verwenden. Wichtig für Reisen sind neben hoher Gepäckkapazität eine Schaltung mit großer Entfaltung und hochwertige Bremsen. Die beiden letztgenannten Punkte sind wegen der höheren Fahrtgeschwindigkeit von Alltagsliegerädern ohnehin erforderlich.
Da eine Sitzfederung bei Liegerädern konstruktionsbedingt nicht möglich ist, haben Kurzliegeräder eine Vollfederung, deren Dämpfung sich in der Regel an das Gewicht des Fahrers und seines Gepäcks anpassen lässt.
Ein wesentlicher Vorteil gegenüber herkömmlichen Reiserädern ist, dass sich das Fahrverhalten im beladenen Zustand kaum gegenüber dem Fahren ohne Gepäck verändert. Das liegt daran, dass die Gepäcktaschen im Wesentlichen unterhalb des Sitzes angebracht werden, wodurch sich der Schwerpunkt des beladenen Rades nicht nach hinten oben verlagert, sondern sogar geringfügig tiefer liegt. Gleichzeitig ist die Gepäckkapazität größer als bei herkömmlichen Reiserädern, denn bei den üblichen Gepäckträgern können fünf große Fahrradtaschen angebracht werden, je zwei Seitentaschen links und rechts unter dem Sitz und eine fünfte Tasche quer hinter dem Sitz. Angesichts dieser Kapazitäten lässt sich verschmerzen, dass man auf Lowrider wegen des gefederten 20-Zoll-Vorderrades in der Regel verzichten muss.
Das Tretlager hat nur eine geringe Tretlagerüberhöhung und liegt etwa auf der Höhe der Sitzschale, was eine optimale Sicht nach vorne gewährleistet, ohne dass die Kopfhaltung wie bei herkömmlichen Reiserädern nach oben überstreckt ist.
Reise-Kurzlieger sind in der Regel mit bequemer Untenlenkung (Lenker unter dem Sitz mit seitlichen Griffen) ausgestattet, weil die Arme und Hände während der langen Fahrtzeit locker hängend ohne Anstrengung auf dem Lenker aufliegen können. Ist die Gabel über ein Gestänge mit dem Untenlenker verbunden, ermöglicht diese indirekte Lenkung einen kleinen Wendekreis. Bei direkter Lenkung ist beim Rangieren und bei Schrittgeschwindigkeit der Wendekreis vergleichsweise groß, weil die Lenkerenden an den Sitz stoßen.
Bei Alltags-Kurzliegern wird hier und dort auch die Obenlenkung verwendet. Sie erleichtert den Einstieg in das Liegeradfahren, weil die Umstellung vom herkömmlichen Fahrrad nicht so groß ist. Außerdem lassen sich Liegeräder mit Obenlenkung einfacher schieben und der Transport in der Bahn ist etwas einfacher, weil Obenlenker in der Regel etwas schmaler sind als Untenlenker. Allerdings ist bei längerer Fahrt die Lenkerhaltung etwas unbequem und im Falle eines Unfalls haben Obenlenker ein höheres Risiko von Hals- und Brustverletzungen.
Bei den meisten Kurzliegerädern wird das Hinterrad über eine entsprechend lange Kette angetrieben. Der selten verwendete Vorderradantrieb ermöglicht den Einsatz einer kurzen und damit leichteren Kette auf Kosten des Lenkeinschlags. Auf losem Untergrund (Schotter, Sand) kann ein Vorderradantrieb bergauf leicht durchdrehen, sodass steilere Anstiege nur mit Heckantrieb zu bewältigen sind. Knicklenker haben konstruktionsbedingt grundsätzlich Vorderradantrieb.
Ein Nachteil von Liegerädern bei Reisen kann die Ersatzteilbeschaffung mancher Komponenten (kleines Vorderrad, Sitzschale, Gepäckträger) sein. Die meisten Teile, insbesondere die Verschleißteile von Schaltung, Kette und Bremsen sind allerdings Standardkomponenten aus dem herkömmlichen Fahrradbau. Darüber hinaus ist der Transport von Liegerädern per Auto schwierig, weil sie sich an manchen PKW-Fahrradträgern schlecht befestigen lassen.